# (543354) 2014 AN55
(543354) 2014 AN55, também escrito como (543354) 2014 AN55, é um objeto transnetuniano que está localizado no Disco disperso, uma região do Sistema Solar. Ele possui uma magnitude absoluta de 4,2181 e tem um diâmetro estimado de 598 km.